# Coelogyne punctulata
Coelogyne punctulata é uma espécie de orquídea (Orchidaceae) do Nepal, China, Mianmar e Vietnam que pertence à seção Occellatae de Coelogyne, caracterizada pelas duas marcas coloridas no labelo de suas flores,  que são referidas em seu epíteto.